# 6 Andromedae
6 Andrômeda é um sistema astrométrico de estrelas binárias na constelação de Andrômeda. A designação vem do catálogo de estrelas de John Flamsteed , publicado pela primeira vez em 1712. Sua magnitude visual aparente é de 5,91, que é brilhante o suficiente para ser visível a olho nu sob boas condições de visão. Com base em um deslocamento anual de paralaxe de 34,1 visto da Terra, está a cerca de 96 anos-luz da Terra. Ele está se aproximando do Sol com uma velocidade radial de - 32,4 km/s. O sistema tem um movimento próprio relativamente alto, avançando pela esfera celeste a uma taxa de 0,272 segundos de arco por ano. 
Este é um binário espectroscópico de linha única com um período orbital de 9,2 anos e uma excentricidade de 0,3. Algumas observações iniciais da estrela deram-lhe uma classe de luminosidade e foi publicada no Estrela Brilhante Catalog como classe espectral F5 IV. Medições mais modernas identificam o componente visível como uma estrela da sequência principal do tipo F com uma classificação estelar de F5 V. A estrela tem uma estimativa de idade de 2,9 bilhões de anos com 1,3 a massa do Sol e 1,5 vezes o raio do Sol . Ele está irradiando 3,1 a luminosidade do Sol de suas fotosfera uma uma uma temperatura de cerca de 6.425 K. 6 Andrômeda exibe um excesso de infravermelho em um cumprimento de onda de 22 μm, o que pode indicar um disco circunstelar de detritos quentes e empoeirados. 
A massa do componente secundário é aproximadamente igual ou superior ao do Sol. Se fosse uma única estrela comum, deveria ser facilmente visível, pois seria apenas uma magnitude mais fraca que a primária. A falta de emissão ultravioleta conspícua parece descartar uma anã branca companheira , então ela pode ser um sistema binário com duas estrelas menores com um período orbital entre uma semana e um ano.
| Dados de observação Época J2000 Equinox J2000                         | Dados de observação Época J2000 Equinox J2000   |
| --------------------------------------------------------------------- | ----------------------------------------------- |
| Constelação                                                           | Andrômeda                                       |
| Ascensão certa                                                        | 23 h 10 m 27,23746 s                            |
| Declinação                                                            | +43° 32′ 38,4336"                               |
| Magnitude aparente (V)                                                | 5,91                                            |
| Características                                                       |                                                 |
| Tipo espectral                                                        | F5V                                             |
| Índice de núcleos U-B                                                 | −0,05                                           |
| Índice de núcleos B-V                                                 | +0.450 ± 0.004 [2]                              |
| Astrometria                                                           |                                                 |
|                                                                       |                                                 |
| Velocidade radial (R v )                                              | −32,4 ± 0,7 [2] km/s                            |
| Movimento adequado (μ)                                                | RA: +209.057 mas / ano Dez.: +138.052 mas / ano |
| Paralaxe (π)                                                          | 34.1008 ± 0,1650 mas                            |
| Distância                                                             | 95,6 ± 0,5 li (29,3 ± 0,1 pc )                  |
| Magnitude absoluta (M V )                                             | 3,71                                            |
|                                                                       |                                                 |
| Órbita                                                                |                                                 |
| Período (P)                                                           | 3.373 ± 6 dias                                  |
| Época Periastro (T)                                                   | 53116 ± 16 MJD                                  |
| Argumento do periastro (ω)(secundário)                                | 165,2 ± 2,0 °                                   |
| Semiamplitude (K 1 ) (primário)                                       | 8,75 0,09                                       |
| Detalhes                                                              |                                                 |
|                                                                       |                                                 |
| Massa                                                                 | 1,30 M ☉                                        |
| Raio                                                                  | 1,50+0,03 −0,06] R☉                             |
| Luminosidade                                                          | 3.090+0,018 −0,017] L☉                          |
| superficial (log g )                                                  | 4,09                                            |
| Temperatura                                                           | 6.425 ± 218                                     |
| Metalicidade [Fe/H]                                                   | −0,19 dex                                       |
| Velocidade rotacional (v sin i)                                       | 18km/s                                          |
| Idade                                                                 | 2.91Gyr                                         |
|                                                                       |                                                 |
| Outras designações                                                    |                                                 |
| 6 E, BD+42° 4592, FK5 3857, HD 218804, HIP 114430, HR 8825, SAO 52761 |                                                 |
| Referências de banco de dados                                         |                                                 |
| SIMBAD                                                                | dados                                           |